# Leonardo Inga Vásquez
Leonardo Agustín Inga Vásquez (Lagunas, 5 de mayo de 1956) es un político peruano. Fue congresista de la república durante el periodo 2011-2016, alcalde de la provincia de Alto Amazonas en 3 ocasiones y alcalde del distrito de Lagunas en 1990.

## Biografía
Nació en el distrito de Lagunas, ubicado en la provincia de Alto Amazonas del departamento de Loreto, el 5 de mayo de 1956.
Hizo sus estudios primarios en el Centro Educativo Primaria # 162 del distrito de Lagunas; y los secundarios en el Colegio Particular San Francisco de Miraflores, Lima. En 1975 ingresa a la Universidad de San Martín de Porres para estudiar Ciencias Contables y Financieras, egresando en 1980 con el grado de Bachiller.
Se casó en 1981 con Mirly Sales Dávila con cual tiene un hijo que también es político, Leonardo Inga Sales.

## Carrera política
Es militante del partido Acción Popular fundado por el expresidente y arquitecto Fernando Belaúnde Terry.

### Alcalde de Lagunas
En 1989, postuló a la alcaldía del distrito de Lagunas por el Frente Democrático (como miembro de Acción Popular) resultando elegido para el periodo 1990-1992.

### Alcalde de Alto Amazonas
En 1992 fue elegido alcalde provincial de Alto Amazonas para el periodo 1993-1995 y luego reelegido para el periodo 1996-1998.
Postuló nuevamente en las elecciones del 2002. Así, después de cuatro años, volvió al máximo cargo ejecutivo provincial para el periodo 2003-2006.

### Congresista de la República
Para las elecciones generales del 2011, decidió postular al Congreso de la República representando al departamento de Loreto por la Alianza Perú Posible. Logró ser elegido con 25,937 votos para el periodo parlamentario 2011-2016.
En el parlamento ejerció como presidente de la Comisión de Vivienda.